# 삼화자향약방
《삼화자향약방》(三和子鄕藥方)은 고려 말에 유행한 의학서이다.
조선 태조 때 나온 《향약제생집성방》(鄕藥濟生集成方), 또 그 후의 《향약집성방》(鄕藥集成方)의 저본(底本)이 되었다.